# Tractorul Brașov
Tractorul Brașov was een Roemeense voetbalclub gevestigd in de stad Brașov.

## Geschiedenis
De club werd opgericht in 1927 als IAR Brașov en onderging al diverse naamswijzigingen. In 1935 speelde de club voor het eerst in de Divizia B, de tweede klasse en werd er meteen groepswinnaar. In de promotie-eindronde met de andere winnaars werden ze echter laatste. De club speelde in totaal 43 seizoenen in de tweede klasse en kon geen enkele keer promotie afdwingen naar de hoogste afdeling. 
In 2003 fuseerde de club met FC Forex Brașov. 

## Naamswijzigingen
| Naam                                             | Periode   |
| ------------------------------------------------ | --------- |
| Industria Aeronautică Română Brașov (IAR Brașov) | 1927–1948 |
| Tractorul Brașov                                 | 1948–1950 |
| Metalul Tractorul Orașul Stalin                  | 1950–1956 |
| Energia Tractorul Orașul Stalin                  | 1957–1958 |
| Tractorul Orașul Stalin                          | 1958–1960 |
| Tractorul Brașov                                 | 1960–2003 |